# Michael Brockers
Michael Seth Brockers (Houston, 21 dicembre 1990) è un ex giocatore di football americano statunitense che ha milita per 11 anni nel ruolo di defensive tackle nella National Football League (NFL).

## Carriera professionistica

### St. Louis/Los Angeles Rams
Il 26 aprile 2012, Brockers fu scelto come 14º assoluto nel Draft dai St. Louis Rams. L'8 giugno 2012, i Rams annunciarono di aver raggiunto l'accordo col giocatore per la firma del contratto.
Nella settimana 7 contro i Green Bay Packers, Brockers mise a segno il suo primo sack in carriera ai danni di Aaron Rodgers. La sua stagione da rookie si concluse giocando 13 partite, 12 delle quali come titolare, con 31 tackle, 4,0 sack e un fumble forzato. Nella successiva disputò tutte le 16 gare come titolare, con 46 tackle, 5,5 sack e un fumble forzato.
Nei playoff 2018, i Rams batterono i Cowboys e i Saints, qualificandosi per il loro primo Super Bowl dal 2001, perso contro i New England Patriots..
Il 16 marzo 2020, Brockers sembrò aver concluso un accordo con i Baltimore Ravens per un contratto triennale del valore di 30 milioni di dollari ma l'affare saltò e il giocatore fece ritorno ai Rams.

### Detroit Lions
Il 16 marzo 2021 Brockers fu scambiato con i Detroit Lions per una scelta del settimo giro del Draft 2023.
Il 23 febbraio 2023 Brockers fu svincolato dai Lions.

### Ritiro
Il 16 maggio 2024 Brockers annunciò il suo ritiro dal football professionistico.

## Palmarès

### Franchigia
- National Football Conference Championship: 1

Los Angeles Rams: 2018

### Individuale
- PFWA All-Rookie Team - 2012